# Абонентское телеграфирование
Абонентское телеграфирование — один из видов телеграфной связи, при котором обмен телеграфными сообщениями происходит непосредственно между абонентами, минуя какие-либо службы доставки телеграмм. Абонентами могут быть как организации, так и отдельные лица. Абонентское телеграфирование обеспечивает более оперативную доставку информации, чем обычный телеграф.
Передача сообщений производится постоянным током по двухпроводной линии, соединение абонентов осуществляется на коммутационных станциях сети абонентского телеграфа. Оконечное оборудование (телетайп) содержит ленточное или рулонное печатающее устройство, автоответчик, вызывной прибор с номеронабирателем.
Другой способ организации службы абонентского телеграфа основан на передаче сообщений тональным сигналом по телефонной линии (телекс).